# شركة صموئيل فرنس المحدودة

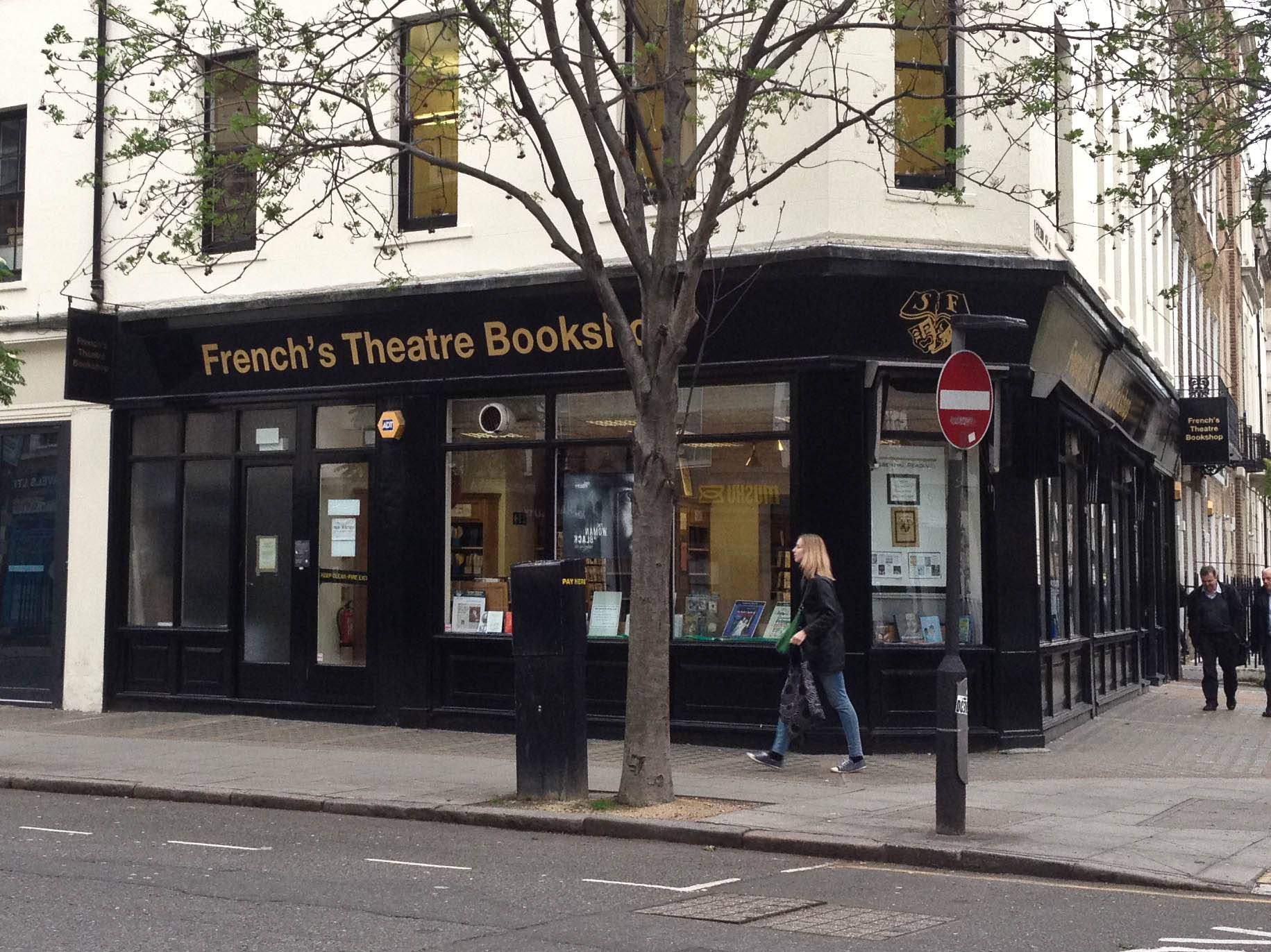
مكتبة بيع الكُتب لمسرح فرنس

شركة صموئيل فرنس المحدودة هي الشركة البريطانية الأخت لشركة صموئيل فرنس وهي شركة أمريكية، وتحمل اسم مؤسسها صموئيل فرنس.